# Elecciones estatales de Kelantan de 1995
Las elecciones estatales de Kelantan de 1995 tuvieron lugar el 25 de abril del mencionado año con el objetivo de renovar los 43 escaños de la Asamblea Legislativa Estatal, que a su vez investiría a un Menteri Besar (Gobernador o Ministro Principal), para el período 1995-2000, a no ser que se realizaran elecciones adelantadas durante este período. Al igual que todas las elecciones estatales kelantanesas, excepto las de 1978, tuvieron lugar al mismo tiempo que las elecciones federales para el Dewan Rakyat de Malasia a nivel nacional.
A diferencia de las elecciones federales, en las que el Barisan Nasional (Frente Nacional) obtuvo uno de sus triunfos más aplastantes, en Kelantan la coalición Angkatan Perpaduan Ummah (Movimiento de Unidad Musulmana), revalidó su mayoría de dos tercios con el 56.45% de los votos y 32 bancas, si bien no volvió a obtener todos los escaños como en los comicios de 1990. El Frente Islámico Panmalayo (BERJASA), parte del APU, perdió su único escaño y no pudo formar parte del gobierno estatal. El Barisan Nasional logró 7 escaños (6 para la UMNO y 1 para la MCA) con el 43.06% de los votos, muy lejos de representar una amenaza. La participación fue del 75.94% del electorado registrado. Nik Abdul Aziz Nik Mat fue reelegido para un segundo mandato.
Debido al fracaso electoral a nivel federal, el Partido Semangat 46, de Tengku Razaleigh Hamzah, se disolvió al año siguiente. Una parte del mismo se unió la UMNO y la otra al PAS. El PAS conservó el gobierno estatal kelantanés y se fortaleció notoriamente por la disolución de su compañero de coalición, consolidando su dominio sobre Kelantan, que dura hasta al actualidad.

## Resultados
|  | 36.46 % |

|  | 55.81 % |

|  | 18.39 % |

|  | 27.91 % |

|  | 1.60 % |

|  | 0.00 % |

|  | 56.45 % |

|  | 83.72 % |

|  | 41.09 % |

|  | 13.95 % |

|  | 1.97 % |

|  | 2.33 % |

|  | 43.06 % |

|  | 16.28 % |

|  | 0.31 % |

|  | 0.00 % |

|  | 0.18 % |

|  | 0.00 % |

|  | 96.96 % |

|  | 2.45 % |

|  | 0.59 % |

|  | 100.00 % |

|  | 75.94 % |